# Upplands runinskrifter 165
Runinskrift U 165 är en runsten som står i Täby kyrkby och Täby socken öster om Vallentunasjön i sydöstra Uppland. Den är en av de tio kända Jarlabankestenarna som står inom Vallentuna härad.
Stenen från 1000-talet e.Kr. restes av Jarlabanke och den är en av två stenar som står kvar på sina ursprungliga platser utmed Täby tä, Jarlabankes bro, cirka en kilometer norr om Täby kyrka. Den andra stenen är U 164. De bildar tillsammans ett parmonument vid Jarlabankes norra broslut, med U 165 på vägbankens östra sida och U 164 på den västra. Ursprungligen stod här fyra resta runstenar, med två vid vardera broslutet och däremellan stod mindre oristade stenar placerade utmed kanterna. De fyra runstenarna uppvisar ungefär samma budskap: "Jarlabanke lät resa dessa stenar efter sig medan han levde. Han gjorde denna bro för sin själ. Han ägde ensam hela Täby". De två bortflyttade runstenarna står nu vid Fresta kyrka och Danderyds kyrka och här vid bron har de blivit ersatta med två bautastenar. 

## Inskriften
Translitterering av runraden:
ia[r]labaki × li- ---sa × staina × þisa × at sik × kuikuan × auk bru þis(a) [× karþi fur ont ×] si-- --- × ati + (a)lan × tabu +
Normalisering till runsvenska:
Iarlabanki le[t ræi]sa stæina þessa at sik kvikvan, ok bro þessa gærði fyr and si[na ...] atti allan Tæby.
Översättning till nusvenska:
Jarlabanke lät resa dessa stenar efter sig, medan han levde, och han gjorde denna bro för sin själ ... ägde hela Täby.